# Comines (Belgique)
Pour les articles homonymes, voir Comines.
Comines (en néerlandais Komen, en picard Cômâne, en wallon Cômene) est une section de la ville belge de Comines-Warneton située en Wallonie picarde et en Flandre romane, dans la province de Hainaut. Il s'agit d'une ville francophone à facilités néerlandophones. Elle a longtemps été considérée, avec son homonyme française, comme étant la capitale mondiale du ruban utilitaire,.
C'était une commune à part entière avant la fusion des communes de 1977.
Comme Warneton, Comines s'étend le long de la Lys, dont l'ancien lit forme depuis les traités d'Utrecht la frontière avec la France. De l'autre côté de la Lys se trouve la commune française du même nom.
Au nord du territoire de Comines se trouve le village de Ten Brielen. Jusqu'en 1963, le village de Kruiseyck faisait partie de Comines.

## Étymologie
Comines a été mentionné pour la première fois par écrit en 1096, sous le nom de Cumines, une autre forme en 1138 est Comminis. Il peut être un nom propre gallo- romain, ou un mot celtique pour vallée (*cumma, variante de cumba) ou encore du saxon cuman (vallée d'arrivée) qui a dérivé en komen en néerlandais. Les origines étymologiques saxonnes de la ville voisine, Warneton, renforcent cette hypothèse.
Deux autres hypothèses étymologiques associent Comines à une origine anthroponymique. Soit associée à Commios ayant gouverné sur la région, soit au général romain Cominium. Ce dernier relevant surtout de la construction légendaire hagiographique. Le cas de Commios est toutefois appuyé par une analyse linguistique indiquant dès lors que Comines signifierait les gens appartenant à Commios.
Enfin, l'hypothèse légendaire en lien avec Saint Chrysole serait que lors de ses prêches, il interpelle les habitants à venir l'écouter, en utilisant donc le verbe comen. Cependant, l'existence du Saint est contestée et la piste de la supercherie hagiographique semble privilégiée.

## Évolution démographique
- Sources : INS, Rem. : 1831 jusqu'en 1970 = recensements, 1976 = nombre d'habitants au 31 décembre.
- 1920* : Décroissance importante de la population due aux dégâts causés par la Première Guerre mondiale

## Histoire
Jusqu'aux Traités d'Utrecht en 1713, Comines Belgique et Comines France ont une histoire commune.
Le 6 novembre 1792 eut lieu le combat de Pont-Rouge : des troupes autrichiennes voulaient alors envahir la partie sud de la Lys appartenant à la France. Mais les troupes françaises les repoussèrent. Le traité des limites signé en 1769 désigne alors la Lys comme frontière définitive entre la France et la future Belgique.
Un arrêté du Comité de salut public du 31 août 1795, réglemente le statut administratif de la Belgique. Comines fera partie du canton judiciaire d'Ypres et du département de la Lys. avant d'être transférée (à l'exception du hameau flamand de Kruiseyck cédé à Wervicq) de la province de Flandre-Occidentale à celle de Hainaut en 1963. Depuis cette date, ses habitants néerlandophones minoritaires bénéficient de facilités administratives.
Au XIXe siècle, la population augmente considérablement. Les gens travaillaient dans les usines de tissage de la partie belge et de la partie française. De 1846 à 1910, la population de Comines est passée de 3 400 à 6 640. L'industrie textile lui donne alors le surnom de Capitale Mondiale du Ruban Utilitaire. Après la Seconde Guerre mondiale, Comines Belgique et Comines-Sud sont devenues le plus important producteur de ruban au monde, mais à partir de 1970, les industries commencèrent à déplacer leurs activités. Il ne reste plus aucune rubanerie en activité côté Belgique, mais sept côté France.

### L'essor textile
Le 10 mars 1719, Philippe Hovyn, marchand de lin et manufacturier Yprois, profite des failles juridiques de cette situation frontalière pour fonder une rubanerie et écouler ses produits en évitant les taxes de franchissement de frontière. Son exemple sera suivi, de part et d'autre de la Lys si bien que quinze manufactures rubanières s'installeront d'ici 1788. À ceci s'ajoutent d'autres manufactures textiles (toile, serviettes damassées, retorderie de fil) qui seront 11 en 1788.

### Époque contemporaine

#### Première guerre mondiale

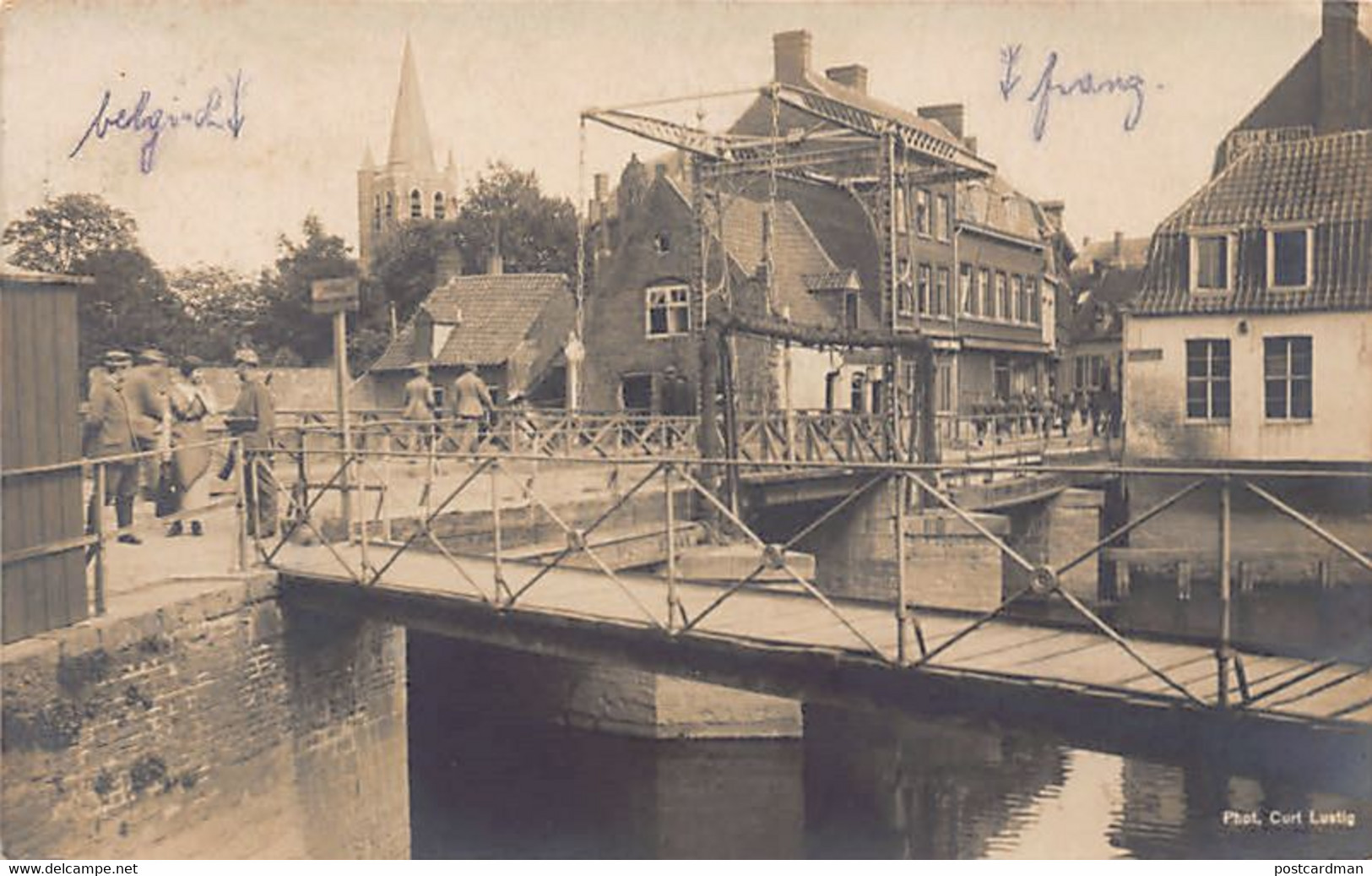
Pont frontière de Comines sous occupation allemande, 1915.

##### Sous occupation allemande
La mobilisation réduit drastiquement les effectifs des industries textiles, certaines s'arrêtent dès l'entrée en guerre. Le 30 septembre, des volontaires belges se positionnent sur le pont frontière, sur la Lys avant de le quitter le 3 octobre, après avoir réquisitionné toutes les automobiles vers Saint-Omer. Les premiers soldats allemands feront leur entrée le 4 octobre 1914. De nombreux témoignages écrits par les habitants permettent de mesurer le climat.
Des aéroplanes allemands et anglais survolent la ville chaque jour. Le canon gronde vers Lille, Warneton, Houthem et Zandvoorde et tous les soirs, le ciel est rouge à cause des incendies. La nuit, le bruit des troupes nous empêche de dormir.
La Kommandantur qui occupe la ville déclare plusieurs interdictions dès le 23 octobre, incluant un cessez-le-feu à 19 heures. Un témoin évoque une anecdote concernant l'interdiction de parler aux captifs ou de leur venir en secours. Une habitante, Palmyre Wallez, sera mise au cachot pour avoir refusé de payer une amende car elle avait offert le café chaud à une colonne de soldats blessés britanniques passant par la chaussée de Wervicq.
Le 24 octobre, le nombre de soldats allemands postés à Comines atteignait les 40.000. Les usines fermées sont réquisitionnées et transformées en dortoir, réfectoire, hôpital ou salle de spectacle. Comines deviendra le quartier général allemand et de nombreux bâtiments sont réquisitionnés et transformés. Les témoignages parlent de ballet incessant de blessés et de chariot des morts.
Dès 1915, le front se stabilise à quelques kilomètres de Comines qui fait office de lieu de repos pour les troupes. Plusieurs régiments bavarois dorment au sein de l'ancienne usine textile Gallant, Adolf Hitler séjournera à plusieurs reprises la ville comme l'indiquent ses lettres, Mein Kampf ou simplement ses différents dessins. Cette importante présence bavaroise amena le prince de Bavière (Rupprecht) à passer en revue les troupes sur la Grand Place de Comines, le 7 janvier 1915 tout comme son père Louis III le 5 février.

##### Sous les obus britanniques
Dès le 18 octobre, les premiers tirs d'artilleries britanniques sont tirés en direction de Comines afin de détruire les premières positions stratégiques. Côté belge, elles ciblent le clocher de l'Église Saint-Chrysole, le couvent des sœurs Notre-Dame à Ten-brielen ou encore la presqu'île du quartier du fort (actuelle rue du Fort). Toutefois, les tirs disparaitront avec l'avancée du front puis sa stabilisation.
Le 17 août 1915, les opérations d'artillerie reprennent. De très nombreux bâtiments civils sont détruits, provoquant le départ de l'État-Major allemand. L'automne 1915, l'opération reprendra avec une plus grande intensité en ciblant plus particulièrement la partie belge de la ville où se trouvaient les réserves de munition de l'armée bavaroise. Le 28 décembre 1915 fut particulièrement macabre puisque trois entrepôts construits sous le cimetière de Comines explosèrent. Les témoignages parlent de soldats et citoyens armés de crochets afin de récupérer les cadavres projets dans le canal Ypres-Comines à quelques mètres de là. En 1916, les tirs d'artillerie se concentraient sur les anciennes usines, châteaux et grands édifices.
Mais l'opération la plus intense se déroula après l'exode de la population.

##### L'exode
En mai 1917, le front évolue et se rapproche de Comines. Les tirs d'artilleries s'abattirent le 22 mai aux confins de Comines, dans des hameaux récemment évacués. Le 27 mai 1917, l'état-major britannique exigèrent l'évacuation des habitants. Un mandement précis avait été largué par aéroplane et parvint à la kommandantur. Il était accordé quelques jours pour organiser le départ des civils.
Chaque habitant était autorisé à 25 kg de bagages pour entamer leur exode. Les belges devront attendre le 29 et 30 mai pour pouvoir partir, en fonction de l'organisation de la kommandantur via le chemin de fer en direction de Courtrai. Les derniers exilés se feront sous les premiers tirs britanniques.
Fait surprenant, certains évacués reprirent leur emploi auprès de leurs anciens patrons, là où ces derniers avaient été évacués. En effet, les industries textiles avaient essaimé en Normandie et à Lyon.
Il faudra attendre juin 1918 avant qu'une centaine d'évacués tenteront de réoccuper Comines. Ils seront de nouveaux évacués lorsque les combats se rapprochent de nouveau. Ils reviendront en automne 1918 après la libération de la majorité des villes de la Lys.

#### Fusion des communes
Comines était situé dans la province de Flandre-Occidentale et a été transféré à la province wallonne du Hainaut à la suite du recensement linguistique de 1963. Le hameau de Kruiseyck n'est pas concerné par ce transfert d'une province à l'autre : le hameau est alors transféré de Comines à Wervicq et reste ainsi dans la province de Flandre occidentale. L'histoire de Comines devient celle de Comines-Warneton à la suite de la fusion des communes.

## Patrimoine et culture

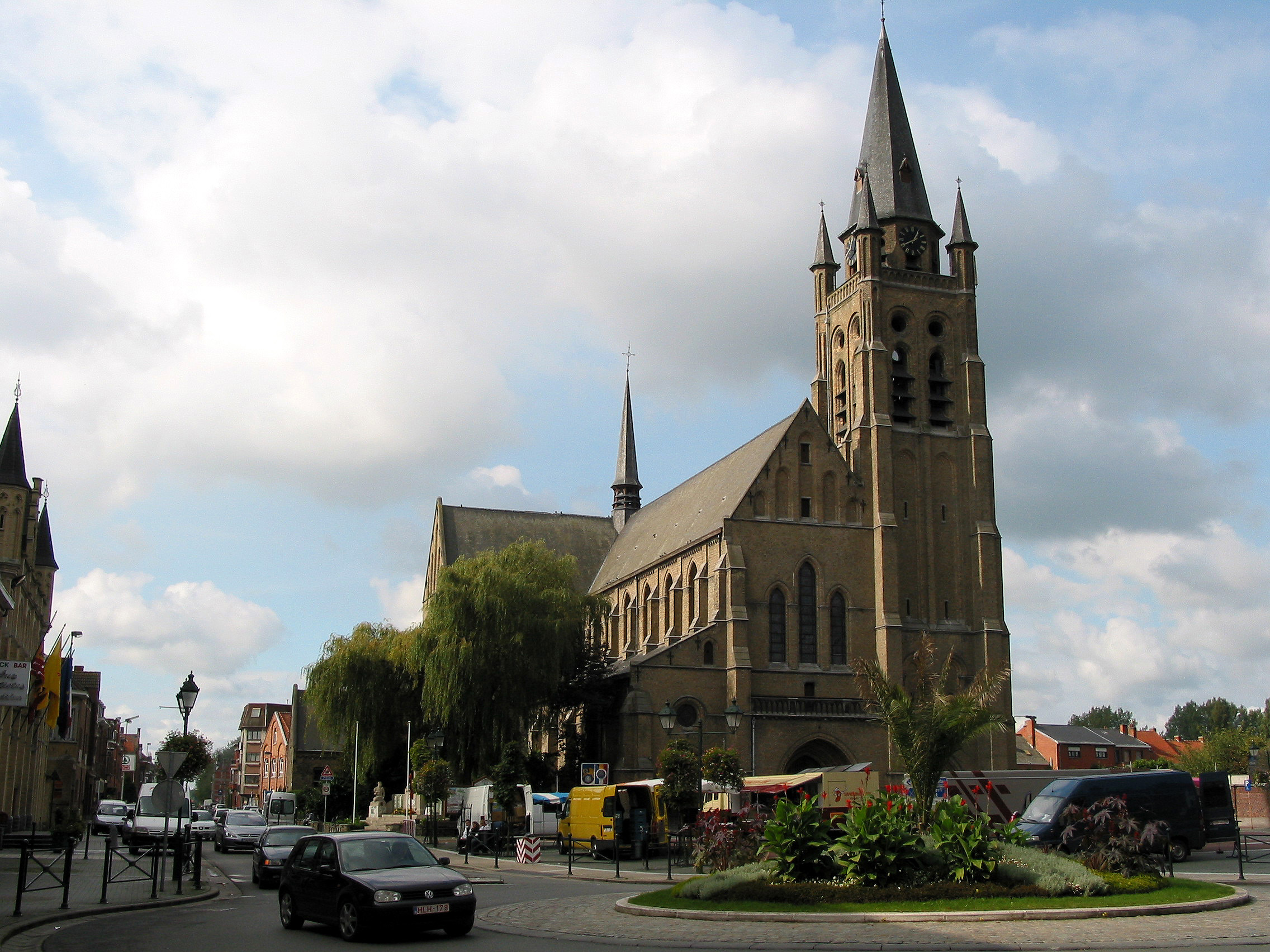
L'église Saint-Chrysole de Comines (Belgique).

- L'église Saint-Chrysole de Comines (Belgique) a été reconstruite en brique jaune flamande entre 1922 et 1925, après que l'église de 1912 a été détruite pendant la Première Guerre mondiale.
- La Chapelle des Cinq Chemins.
- Le musée de la rubanerie cominoise.
- L'Hôtel de ville de Comines.
- Le Musée Blockhaus Pionnier 14-18.
- L'ancien Canal Ypres-Comines.
- Le mémorial de la Bataille du Canal Ypres-Comines.
- Le nouveau parc de Comines qui longe la Lys. Un tronçon de la liaison ferrée datant de la révolution industrielle y est préservé. Un important point de vue sur les deux Comines se trouve au centre du parc.
- Le Moulin Soete de Ten Brielen : un des seuls moulins sur pivot avec trois étages. Il moud toujours le blé pour en faire de la farine.
- Le Centre Culturel de Comines-Warneton et l'Arsenal (ancien arsenal pompier transformé en salle de spectacle).
- Le Jazz Club.

### Folklore

#### Géants
Jean Proute et Sophie Patar ont été créés pour Comines à l'initiative du Comité des fêtes du Centenaire de l'Indépendance en 1930. Leur carcasse est faite d'osier et de bois par les frères Deruyck. Leurs noms de baptême ont été adoptés sans difficultés puisqu'ils provenaient de deux habitants ayant vécu et marqué les esprits au XIXe siècle. Jean Proot, un fermier borgne de la rue de la gare qui avait l'habitude de dire en picard cominois J'e fok in-eul més ch'est in bon (Je ne vois que d'un œil, mais c'est un bon). Sophie Mahieu, épicière de la rue du Faubourg dont le caractère et le physique l'associaient au stéréotype de la sorcière. Après la Seconde Guerre mondiale, ils étaient trop vétustes et furent délaissés. Ils renaîtront lors de la première Fête des Marmousets en 1983.

## Enseignement
Il existe trois écoles secondaires de l'enseignement libre (Le Collège Technique Saint-Joseph, L'Institut Notre-Dame (ces deux premières ayant fusionné) et l'Institut Saint-Henri) et une école secondaire de l'enseignement officiel. Les écoles de l'enseignement libre dépendent d'un pouvoir organisateur et l'école de l'enseignement officiel (l'Athénée Royal Fernand Jacquemin) dépend de la Communauté Française.

- L'IND (Institut) est devenu Collège Notre Dame de la Lys, à la suite d'une fusion entre l'Institut Notre Dame et le Collège Saint-Joseph.
- L'Athénée dispose d'un centre cyber média performant afin d'utiliser les nouvelles technologies.
- L'Institut Saint-Henri propose des sections d'enseignement général (Latin, Mathématiques, Sciences, Langues), d'enseignement Technique de Transition (Sciences Economiques et Socio-Educatives), d'enseignement Technique de qualification (Gestion et Technicien de Bureau), d'enseignement professionnel (Vente, Services Sociaux et Coiffure) ainsi qu'un enseignement en alternance CEFA (Vendeur/vendeuse, Aide-familial(e), Service aux personnes : coiffeur-coiffeuse).
- On retrouve également une école communale fondamentale à Comines.
- L'école De taalkoffer (littéralement « la valise linguistique ») est une école (la seule néerlandophone de Comines), créée en 1980, dont l'objectif premier est de créer de parfaits bilingues « français-néerlandais »[31]. Les professeurs parlent tous néerlandais, à part lors de quelques exceptions, et l'école s'adresse à tout francophone, aussi bien Wallons que Français (ces derniers venant principalement de la Flandre française).

## Vie associative

### Sports & Loisirs
- Ice Mountain, une piste de ski couverte.
- Écurie Saint Georges, Écurie de la Cerisaie et Stal Talpe : pension pour chevaux et loisirs équestres.

## Personnalités originaires ou vivant à Comines
- Pol Demade (1863-1936), écrivain.
- Christophe Delmotte, footballeur, y est né.
- André Dumortier (1910-2004), pianiste, lauréat du Concours Eugène Ysayë (1938), professeur au Conservatoire Royal de Bruxelles.
- Nadine Salembier, femme d'affaires née à Comines, présidente de l'International Federation of Aestheticians et de l'Union Nationale des Esthéticiennes de Belgique.
- Michel Vuylsteke (1909-2004), coureur cycliste, y est né.
- Marcel Wyseur, poète né à Comines, ami de Michel de Ghelderode.